# (391) Ingeborg
(391) Ingeborg – planetoida z grupy przecinających orbitę Marsa okrążająca Słońce w ciągu 3 lat i 197 dni w średniej odległości 2,32 j.a. Została odkryta 1 listopada 1894 roku w Landessternwarte Heidelberg-Königstuhl w Heidelbergu przez Maxa Wolfa. Nie wiadomo na czyją cześć planetoida została nazwana. Przed nadaniem nazwy planetoida nosiła oznaczenie tymczasowe (391) 1894 BE.